# Dyffryn Cennen
Dyffryn Cennen est une communauté du Carmarthenshire, au pays de Galles.
Elle comprend les villages de Ffairfach (en) et Trap (en). Au recensement de 2011, elle comptait 1 176 habitants.